# Ceratothoa trilles
Ceratothoa trilles är en kräftdjursart som först beskrevs av V.I. Avdeev 1979.  Ceratothoa trilles ingår i släktet Ceratothoa och familjen Cymothoidae. Inga underarter finns listade i Catalogue of Life.